# Uttwil

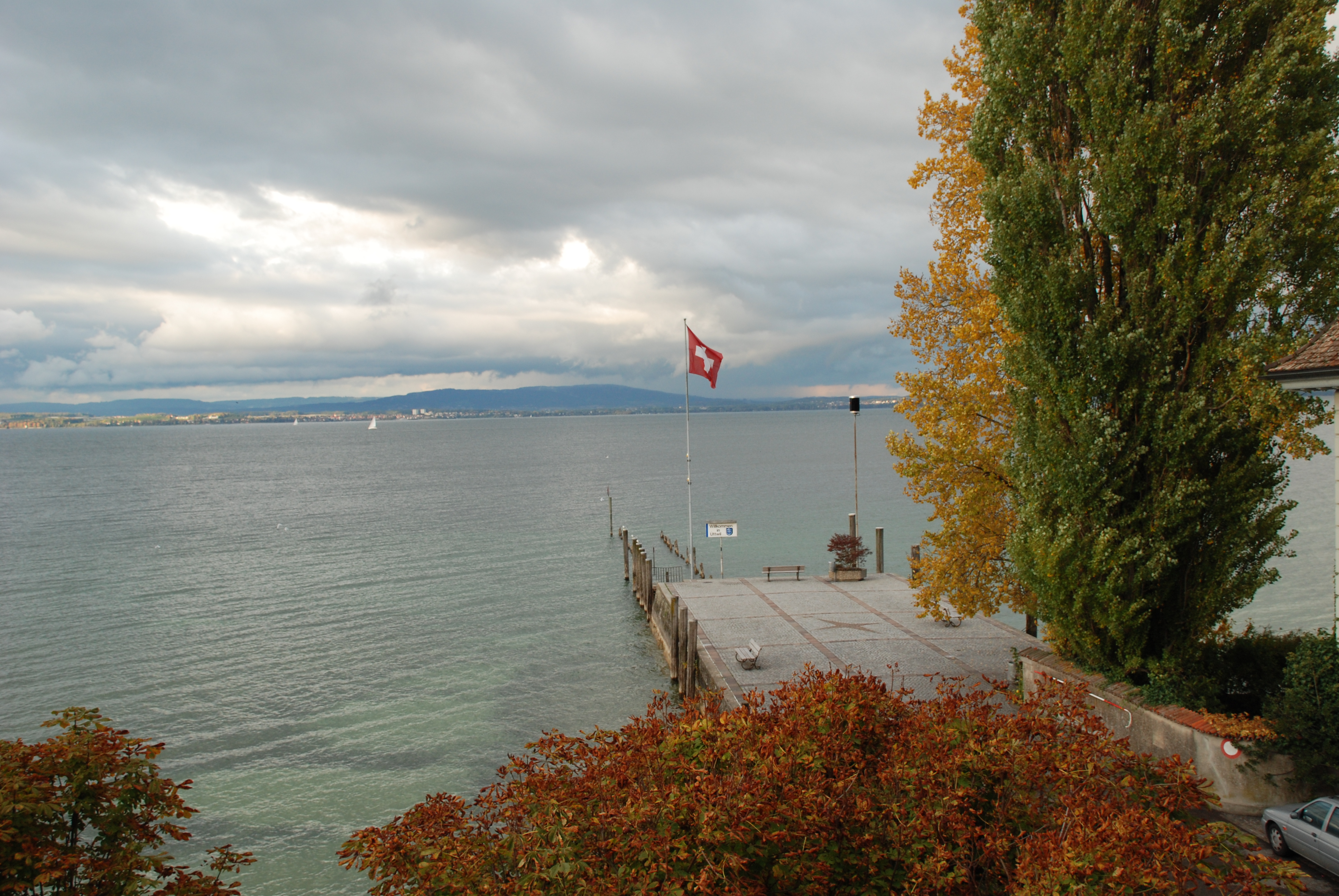
Vue d'Uttwil sur l'Allemagne.

Uttwil est une commune suisse du canton de Thurgovie, située dans le district d'Arbon.

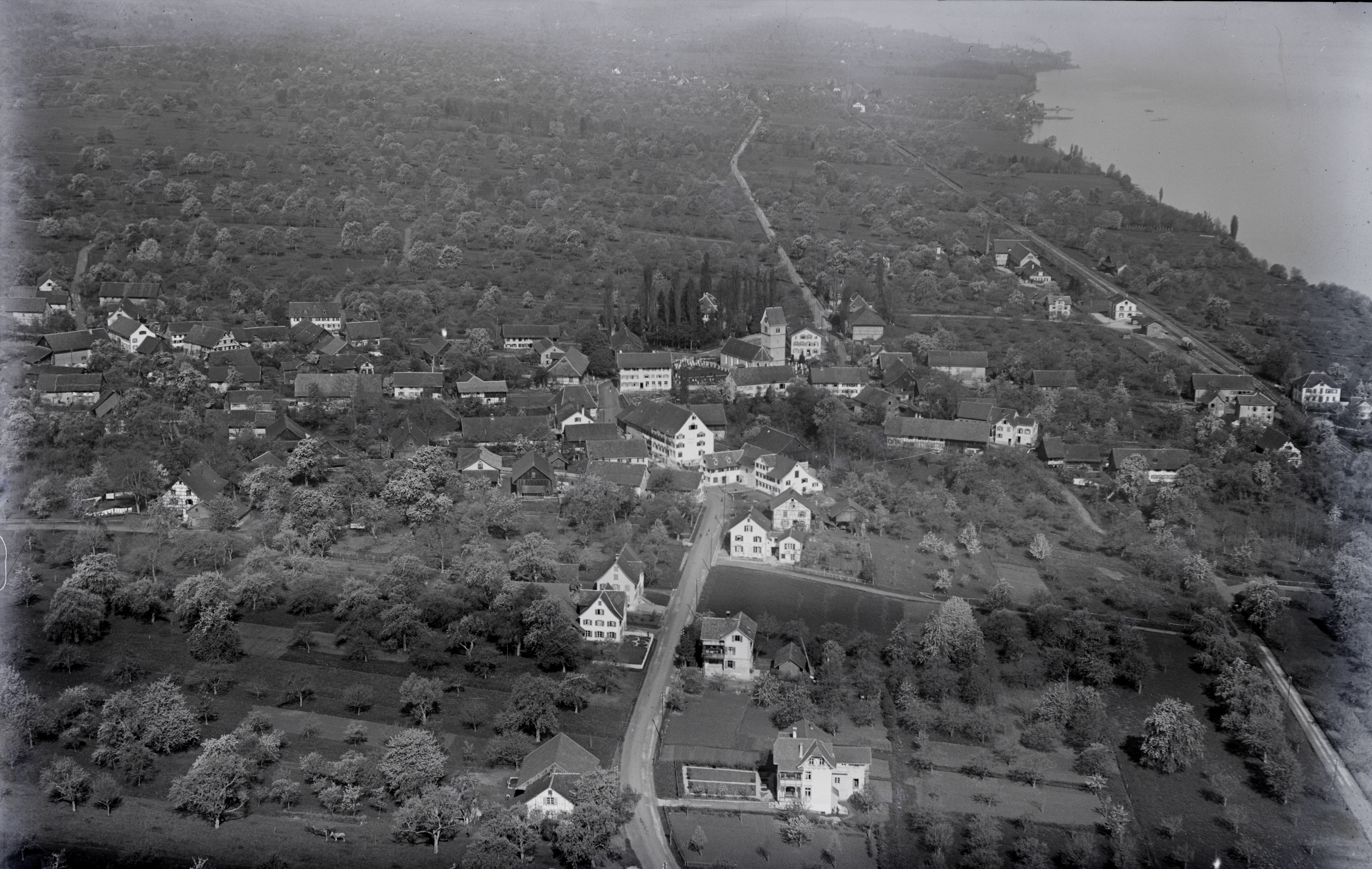
Photo aérienne prise à 300 m par Walter Mittelholzer (1924).

## Personnalités
- Werner Günthör (1961-), triple champion du monde du lancer du poids.